# Microrégion de Montenegro

Localisation de la microrégion de Montenegro au Brésil

La microrégion de Montenegro est une des microrégions du Rio Grande do Sul appartenant à la mésorégion métropolitaine de Porto Alegre. Elle est formée par l'association de vingt et une municipalités. Elle recouvre une aire de 2 076,043 km2 pour une population de 195 950 habitants (IBGE - 2005). Sa densité est de 94,4 hab./km2. Son IDH est de 0,819 (PNUD/2000).

## Municipalités[1]
- Alto Feliz
- Barão
- Bom Princípio
- Brochier
- Capela de Santana
- Feliz
- Harmonia
- Linha Nova
- Maratá
- Montenegro
- Pareci Novo
- Poço das Antas
- Portão
- Salvador do Sul
- São José do Hortêncio
- São José do Sul
- São Pedro da Serra
- São Sebastião do Caí
- São Vendelino
- Tupandi
- Vale Real

## Microrégions limitrophes
- Gramado-Canela
- Porto Alegre
- São Jerônimo
- Lajeado-Estrela
- Caxias do Sul